# Бесславное десятилетие
Бесславное или позорное десятилетие (исп. Década Infame) — период истории Аргентины от государственного переворота 6 сентября 1930 года, в результате которого был свергнут президент Иполито Иригойен, до государственного переворота 4 июня 1943 года, завершившегося свержением президента Рамона Кастильо. Название периода ввёл историк Хосе Луис Торрес в критическом анализе периода, изданном в 1945 году под названием «Бесславное десятилетие».
Этому периоду были присущи постоянные манипуляции на выборах, репрессии в отношении оппозиции (в частности, был запрещён Гражданский радикальный союз) и высокий уровень коррупции.
С точки зрения международной ситуации «бесславное десятилетие» началось в период Великой депрессии и закончилось в период Второй мировой войны. В это время Аргентине удалось подписать пакт Рока — Ренсимена с Великобританией, который гарантировал Аргентине условия для экспорта её животноводческой продукции в обмен на разрешение британским компаниям владеть значительной частью аргентинской транспортной системы и другие экономические уступки.

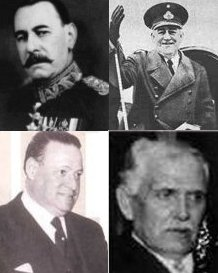
Президенты «бесславного десятилетия»: Урибуру, Хусто, Ортис и Кастильо

Великая депрессия и увеличение экономической изоляции страны привели к индустриализации с целью обеспечения страны необходимыми промышленными товарами (в 1943 году промышленный сектор впервые превысил сельское хозяйство по масштабам выпуска продукции). В это же время был создан Центральный банк Аргентины и ряд других регулирующих органов и государственных предприятий. Также для периода была характерна значительная миграция из сельских районов в города и из провинций в Буэнос-Айрес. На внешнеполитическом фронте Аргентина неплохо проявила себя, попытавшись консолидировать страны Латинской Америки пактом Сааведра Ламаса против агрессивной политики США.